# Idiospermaceae
Idiospermaceae is een botanische naam, voor een plantenfamilie in de bedektzadigen. Een familie onder deze naam wordt zelden erkend door systemen voor plantentaxonomie.
Een dergelijke familie wordt wel erkend door het Cronquist systeem (1981), geplaatst in de orde Laurales. De familie bestaat dan uit slechts één soort, Idiospermum australiense. Dit zijn bomen die voorkomen in Queensland, Australië.
Het APG-systeem (1998) en het APG II-systeem (2003) erkennen deze familie niet; deze plaatsen de betreffende planten in de familie Calycanthaceae.